# Aníbal II Bentívolo
Aníbal II Bentívolo (em italiano: Annibale II Bentivoglio; Bolonha, 4 de fevereiro de 1469 – Ferrária, 24 de junho de 1540) foi um nobre bolonhês que exerceu a função de condotiero e senhor da cidade.

## Primeiros anos
Aníbal nasceu em Bolonha em 1469, primogênito de João II e de Genebra Sforza. Em janeiro de 1474, o Senado bolonhês solicitou e obteve de Sisto IV o direito dele de suceder ao pai no primado da cidade, após a morte deste, além de vários privilégios relacionados a essa posição política, como o direito de legitimar bastardos e a confirmação do imposto sobre as carteselle. Em 26 de março do mesmo ano, foi nomeado cavaleiro por Cristiano da Dinamarca, durante uma estada do rei em Bolonha. Dentro da política de casamentos conduzida pelo pai para sancionar e estabelecer amizades e alianças com os maiores senhores italianos, em abril de 1478 foram celebradas as núpcias dele com Lucrécia d'Este, que era filha natural de Hércules, senhor de Ferrária.
O casamento, realizado em Bolonha no dia 28 de janeiro de 1487, foi amplamente celebrado, destacando-se pelo esplendor proporcionado pela família Bentívolo e pela exibição da extraordinária opulência da mesma, bem como da influência política de João II. As festividades contaram com a presença de diversos representantes dos maiores senhores italianos, incluindo o rei de Nápoles, o papa, o duque de Milão, a República de Veneza, o duque da Calábria, o duque de Urbino, Lourenço de Médici, e os senhores de Rimini, Pésaro, Camerino e Forlì.

## Carreira como condotiero
No mesmo ano, Aníbal foi contratado pelos florentinos para comandar um contingente de 100 homens de armas e 1000 infantes, participando da campanha contra os genoveses no exército do conde de Pitigliano, Nicolau Orsini. Seu desempenho foi notável, contribuindo decisivamente para a conquista de Sarzana e adquirindo uma excelente reputação como condotiero. Em julho do ano seguinte, participou com seu pai do encontro de Parma, onde foi confirmada a aliança entre Bolonha, o duque de Milão, Hércules d'Este e Francisco Gonzaga. Nesta ocasião, João Galeácio Sforza concedeu-lhe o comando de 300 cavalos. Após a descoberta da conspiração dos Malvezzi contra João II em 1488, Aníbal e seus familiares participaram da repressão implacável dos adversários, restaurando a ordem na cidade com determinação.
Em 1º de novembro de 1489, João II impôs a nomeação de Aníbal para o cargo de gonfaloniere de justiça, uma decisão que violava as normas estabelecidas, visto que Aníbal não possuía a idade requerida nem fazia parte do magistrado dos Reformadores. Esta medida e outras semelhantes visavam confirmar, por meio da força, o primado de João Bentívolo, que começava a se consolidar como um verdadeiro senhorio pessoal e hereditário.
A personalidade e o papel de Aníbal ficaram bem ilustrados pelo emblema pessoal adotado por ele: um falcão saindo do ninho, com o lema "nunc mihi". Destinado desde cedo a suceder seu pai na senhorio de Bolonha, com a aprovação da cidadania e dos papas, Aníbal foi um destacado protagonista da vida bolonhesa enquanto a fortuna de sua família perdurou. Representou a senhorio bolonhesa em várias cortes amigas, em ocasiões de casamentos e cerimônias oficiais, incluindo as celebrações em Milão para os casamentos de João Galeácio Sforza com Isabel de Aragão (1488), Francisco Gonzaga com Isabel d'Este (1490), e Ludovico Sforza. o Moro, com Beatriz d'Este (1491), além de participar com seu pai e irmão Alessandro em Ferrária para o casamento de Afonso d'Este com Ana Sforza.
Principalmente, o papel de Aníbal foi o de condotiero. As alianças políticas feitas por João II com os florentinos, venezianos, o duque de Milão e o papa se concretizavam através da condota militar, função que João preferiu delegar aos filhos. Aníbal cumpriu essa tarefa, alternando seu serviço entre diferentes senhores com a indiferença típica dos soldados da época. Em 1492, após o assassinato de Galeoto Malatesta, Aníbal foi enviado a Rimini com 50 homens de armas para apoiar Pandolfo Malatesta. Em abril de 1493, retornou ao serviço dos florentinos, participando da guerra de Pisa sob as ordens de Pedro de Médici, e, durante a iminente expedição de Carlos VIII e posteriormente, os florentinos, aragoneses e Alexandre VI tentaram conquistar João II para a liga antisforzesca e antifrancesa. Aníbal se tornou uma ferramenta de pressão sobre seu pai e seu irmão Antônio Galeácio, com o papa oferecendo o chapéu cardinalício em troca do apoio da família.

## Missões diplomáticas
Durante a campanha nas Românias, os florentinos enviaram Aníbal para o campo do duque da Calábria, Fernando de Aragão, com a intenção de comprometer o senhor de Bolonha aos olhos de Ludovico Sforza e Carlos VIII. Apesar dos esforços, João II manteve sua posição de neutralidade. Aníbal, em uma estada em Bolonha, repeliu milícias improvisadas de Molinella, mas foi severamente repreendido por seu pai, que ameaçou seus filhos com a declaração de rebeldes se repetissem tais ações. Quando o duque da Calábria se afastou das Românias, Aníbal estava pronto para deixar o exército ducal e retornar a Bolonha, onde garantiu sua devoção pessoal a Ludovico, rompendo assim o último laço que ligava João II à liga antisforzesca.
Em 1494, Aníbal e sua família receberam vários privilégios do imperador Maximiliano, incluindo a nobreza e a faculdade de cunhar moeda com seu próprio selo em Bolonha e em outros lugares. Como primogênito e sucessor designado, Aníbal obteve também o direito de criar cavaleiros e doutores em qualquer faculdade. Em abril de 1495, foi enviado a Milão para representar seu pai na coroação de Ludovico Sforza. No mês seguinte, ainda em Milão, comandou os socorros bolonheses ao Moro, ameaçado pelo duque de Orléans. Aníbal também foi encarregado por Sforza e pelos venezianos de recrutar armados no território bolonhês contra Carlos VIII e participou da batalha de Fornovo com 200 homens de armas.
Em 1496, foi enviado a Carpi para resolver disputas facciosas entre os partidários de Gilberto Pio e seu primo Alberto Pio. No mesmo ano, foi enviado pela República de Veneza com 150 homens de armas e 100 cavaleiros leves para socorrer Pisa contra os florentinos. Em fevereiro de 1497, participou da campanha na Lombardia contra João Jacomo Trivulcio, sob o comando do duque de Milão e da República de Veneza. Poucos meses depois, retornou a Bolonha, conforme a política de seu pai que evitava comprometer sua senhorio para apoiar o duque de Milão, temendo o ressentimento de Luís XII. No verão seguinte, Aníbal voltou ao serviço de Florença na guerra de Pisa e, posteriormente, no exército de César Bórgia, onde seu irmão Alexandre se destacava.

## Senhoria e morte
Após a morte de João II, Aníbal foi imediatamente confirmado pelo papa como senhor de Bolonha, mas sua liderança política e militar durou apenas um ano e meio. Carlos VIII, que havia deixado a Itália, decidiu retomar a cidade com o apoio de César Bórgia e Ludovico Sforza. Com a cidade praticamente indefesa, Aníbal se rendeu em 1506. Capturado e levado a Roma, foi julgado e preso por ordem do papa Júlio II no castelo de Sant'Angelo, sendo posteriormente exilado. Passou os últimos anos de sua vida em diversas cidades italianas, incluindo Gênova e Verona, e faleceu em 1508.